# 霍姆潜鱼
霍姆潜鱼（学名：Carapus homei）为潜鱼科潜鱼属的鱼类。分布于向东分布到夏威夷、东南达社会群岛、南达塔斯马尼亚岛北部、西达印度、西南达非洲桑给巴尔岛等海域以及台湾到西沙群岛等海区等，属于西太平洋及印度洋热带珊瑚礁区鱼类。